# Tuzla
För andra betydelser, se Tuzla (olika betydelser).
Tuzla uttal (fil) är en stad i Bosnien och Hercegovina. Den är huvudstad i kantonen med samma namn. Namnet Tuzla kommer av det turkiska ordet för 'salt', tuz, och rika saltfyndigheter i omgivningarna. År 2013 hade Tuzla lite mer än 80 000 invånare, flest bosniaker. Mindre minoriteter är kroater, serber och en del bosniska judar. Utanför Tuzla ligger Tuzlas internationella flygplats.

## Historik

### Bosnienkriget
Under Bosnienkriget var den nordiska bataljonen Nordbat 2 verksam i området fram till fredsavtalet år 1995 (Daytonavtalet). Den var till exempel med i Operation Böllebank. Bataljonens högkvarter var beläget i en tidigare containerfabrik i Živinice utanför Tuzla.
Den 25 maj 1995 sköt bosnienserbiska styrkor med artilleri in en granat i Tuzlas centrum och 71 personer dog och 200 personer skadades, i den så kallade Tuzlamassakern. Den yngsta som dödades i attacken var 3 år gammal.

## Kända personer från Tuzla
- Meša Selimović
- Disciplinska Komisija